# Michael Benjamin Washington
Michael Benjamin Washington, även Michael B. Washington, född den 7 juni 1979 i Dallas, är en amerikansk skådespelare och dramatiker.

## Biografi
Washington föddes och växte upp i Dallas, Texas. Han har studerat vid New Yorks universitets Tisch School of the Arts. Washington verkat i såväl filmer som TV-serier, men har även framträtt på teatern; bland dessa märks bland andra filmen The Boys in the Band från 2020, TV-serien American Auto från 2021, samt i Broadwayuppsättningen av musikalen Mamma Mia! från 2001.

## Filmografi (i urval)
2010 – Love & Other Drugs
2020 – Ratched (TV-serie)
2020 – The Boys in the Band
2021 – American Auto (TV-serie)

## Teater

### Skådespelare (i urval)[4]
2001 – Mamma Mia! (Broadway)
2005 – La Cage aux folles (Broadway)

### Dramatiker
2015 – Blueprints to Freedom: An Ode to Bayard Rustin (La Jolla Playhouse)